# Sven Larsson (företagare)
Sven Larsson, född 7 februari 18444, död 30 juli 1897, var en betydelsefull person för industrialiseringen i Ödsbyn och dess omgivning.
Han hade sju söner och tre döttrar, varav fem av sönerna gick samman och bildade familjebolaget Bröderna Svenssons såg och Snickeri, Jonas 39, Lars 36, Gustav 29, Reinhold 23 och Viktor 18 år.

## Vattendrivet sågverk
Sven Larsson hade stor åkermark och därtill stort skogsskifte. Han insåg att ett sågverk skulle vara bra för bygden samt att han fick utlopp för sin egen kreativitet. Bönderna kunde leverera timmer till ett sågverk uppe i skogslandet och därigenom få inkomster. Han bedömde att vid norra sidan av Södra Anundsjöån nedanför Selsviken skulle det gå att bygga ett sågverk. Selsviken är en naturlig utbuktning på ån som borde passa som vattenmagasin om ett damm byggdes. Sven Larsson är en av grundarna till den såg som senare kom att heta Bröderna Svenssons såg och Snickeri. Senare byggde hans efterföljare ett kraftverk, Bröderna Svenssons Kraftstation, i anslutning till sågen.

## Första vedspisen
Sven Larsson hade hört talas om att det började finnas vedspisar. De var energisnålare än vanliga öppna eldstäder som användes på den tiden och han var därför intresserad av att ha en sådan. Han hade hört att de fanns att köpa i Stockholm, vilket var långt borta med tanke på att dåtidens transportmedel. Nutida bilväg är ca 60 mil och med dåtidens krokiga och backiga vägar var det en betydligt längre och jobbigare resa. Med häst och släde körde han till Stockholm. Att använda annat än släde var inte att tänka på, eftersom dåtidens hjul och hjullager inte tillät den tunga lasten och det långa avståndet. Men med stålskodda medar var det möjligt att frakta tungt när det var vinter och vinterföre. Med sig på resan hade han varor från jordbruket och jakten. Djurskinn var på den tiden värdefulla. Varorna skulle han försälja för att kunna köpa spisen. Att passera Skuleberget med värdefull last var spännande eftersom det på den tiden var ett känt rövartillhåll, där rövare rånade resande på deras last. För att betrygga säkerheten anställde han några karlar som kunde följa med på resan över berget. Väl hemkommen lär han ha haft den första vedspisen i Anundsjö socken.

## Orgel
Sven Larsson var även musikalisk och byggde en orgel som numera står på Anundsjö hembygdsgård. Det berättas att han önskade se hur kyrkorgeln var byggd. Det var de små länkarmarna han ville se konstruktionen på. Kyrkoherden nekade honom detta men en av kyrkovaktmästarna gav honom lov att undersöka orgeln. Kyrkoherden var troligen rädd att Svens orgel skulle användas vid frikyrkogudstjänster i Ödsbyn och angränsande byar.